# William Chambers (förläggare)
William Chambers, född den 16 april 1800 i Peebles, död den 20 maj 1883, var, liksom brodern Robert, en skotsk författare, förläggare och bokhandlare. 
De två bröderna öppnade först var för sig en bokhandel och förlagsaffär i Edinburgh. William utgav bland annat flera för Skottlands historia viktiga arbeten, såsom Book of Scotland (1827) och Gazetteer of Scotland (1828). 
1832 förenade bröderna sina affärer, och grundade Chamber’s Edinburgh journal - en veckotidskrift, innehållande moraliska och humoristiska uppsatser, berättelser och artiklar av allmännyttigt innehåll. 
De utgav sedan flera andra tidskrifter och större verk, som Information for the people (1833), Cyclopædia of english literature (1842-44) och - det förnämsta bland alla - Chambers’s Encyclopædia (10 band, 1859-68). 
William Chambers utgav 1872 om sig och brodern det självbiografiska arbetet Memoir of William and Robert Chambers (13:e upplagan 1884).